# An Hòa, Vĩnh Bảo
An Hòa là một xã thuộc huyện Vĩnh Bảo, thành phố Hải Phòng, Việt Nam.

## Địa lý
Xã An Hòa có diện tích 6,27 km², dân số năm 1999 là 7.228 người, mật độ dân số đạt 1.153 người/km²..

## Lịch sử
Mảnh đất An Hòa ngày nay có từ rất xa xưa gắn liền với sự hình thành và phát triển của huyện Tứ Kỳ cũng như Vĩnh Lại, vì một nửa phía Bắc thuộc huyện Tứ Kỳ, còn phần từ bìa làng xuống sông Hóa của thôn Nội Tạ, thôn Tạ Ngoại thuộc huyện Vĩnh Lại.
Thời Tiền Lý (544 - 602) vùng đất nơi đây thuộc Vạn Xuân. Thời Bắc thuộc lần III (602 - 866) vùng đất nơi đây thuộc châu Giao, sau là chỉ Giao, tiếp theo thuộc An Nam, trấn Nam và cuối cùng là An Nam. Thời Bắc thuộc lần III (từ năm 866 đến năm 968) thuộc châu Lục, Tĩnh Hải Quân (gồm 12 châu là Thang, Chi, Vũ Nga, Vũ An, Giao, Lục, Phúc Lộc, Phong, Trường, Ái, Hoan, Diễn). Tới thời Ngô Quyền (938), thì Tĩnh Hải Quân còn 8 châu là Giao, Lục, Phúc Lộc, Phong, Trường, Ái, Hoan, Diễn. Thời Hậu Lý (1010 – 1225) thuộc lộ Hồng. Thời Trần (1226 – 1400) vùng đất Vĩnh Bảo thuộc châu Hạ Hồng, phủ lộ Tân Hưng. Thời thuộc Minh (1407 – 1427) vùng đất này thuộc châu Hạ Hồng, phủ Tân An (Yên). Thời Lê sơ (1428 – 1527) vùng đất Vĩnh Bảo thuộc lộ Nam Sách, sau là thừa tuyên Nam Sách. Năm Quang Thuận thứ 10 (1469) thừa tuyên Nam Sách đổi thành thừa tuyên Hải Dương. Năm Hồng Đức thứ 21 (1490) thừa tuyên Hải Dương đổi thành xứ Hải Dương. Năm Hồng Thuận nguyên niên (1509) xứ Hải Dương đổi thành trấn Hải Dương.
Từ năm Minh Đức nguyên niên (1527) đến năm Hồng Minh thứ 2 (1592) thời nhà Mạc, trấn Hải Dương đổi thành đạo Hải Dương. Thời Lê trung hưng đổi thành trấn Hải Dương như cũ. Thời Tây Sơn từ năm Thái Đức nguyên niên (1778) đến năm Bảo Hưng thứ 2 (1802) thuộc phủ Nam Sách, trấn Hải Dương. Từ năm Gia Long nguyên niên (1802) đến năm Gia Long thứ 12 (1813) thuộc phủ Hạ Hồng, trấn Hải Dương.
Vào năm Minh Mạng thứ 3 (1822) phủ Thượng Hồng đổi thành phủ Bình Giang, còn phủ Hạ Hồng đổi thành phủ Ninh Giang và phủ này quản lý bốn huyện: Gia Lộc, Tứ Kỳ, Thanh Miện, Vĩnh Lại. Năm 1838 huyện Vĩnh Bảo được thành lập trên cơ sở 5 tổng của huyện Tứ Kỳ (Bắc Tạ, An Bồ, Viên Lang, Đông Tạ và Can Trì) và 3 tổng của huyện Vĩnh Lại (Thượng Am, Ngải Am và Đông Am). Từ năm Tự Đức thứ 5 (1852) phủ Ninh Giang kiêm nhiếp huyện Vĩnh Bảo.
Năm 1919, Pháp bỏ cấp phủ (cấp hành chính trung gian), phủ chỉ là tên gọi cho những huyện lớn và quan trọng, không quản các huyện nữa và các xã Nội Tạ, Trung Tạ, An Lãng, Kinh Hữu và Thượng Đồng thuộc tổng Bắc Tạ, phủ Vĩnh Bảo, tỉnh Hải Dương.
Ngày 21 tháng 8 năm 1947, xã Lý Nhân (gồm Nội Tạ, Tạ Ngoại, Thượng Đồng) hợp nhất với xã Liên Giang (gồm An Lãng, Kênh Hữu, Xuân Cốc) thành xã An Hòa, thuộc huyện Vĩnh Bảo, tỉnh Hải Dương.
Đến cuối năm 1952, huyện Vĩnh Bảo được cắt về tỉnh Kiến An và từ ngày 27 tháng 10 năm 1962, tỉnh Kiến An sáp nhập vào thành phố Hải Phòng.
Sau cuộc cải cách ruộng đất, thôn Xuân Cốc được chuyển giao về xã Hùng Tiến, huyện Vĩnh Bảo.
DANH NHÂN:
1-   Nguyễn Bá Tùng (? - ?), người xã Tạ Xá, huyện Tứ Kỳ tỉnh Hải Dương (cùng quê với Nguyễn Duy Tinh). Nay là thôn Tạ Ngoại và thôn nội Tạ, xã An Hòa, huyện Vĩnh Bảo, Hải Phòng. Đỗ Đệ nhị giáp Tiến sỹ xuất thân (Hoàng giáp) khoa Nhâm Tuất, niên hiệu Cảnh Thống 5 (1502) đời Lê Hiến Tông.
2-   Nguyễn Duy Tinh (? - ?), người xã Tạ Xá, huyện Tứ Kỳ, tỉnh Hải Dương (cùng quê với Nguyễn Bá Tùng), nay là thôn Tạ Ngoại và thôn Nội Tạ, xã An Hòa, huyện Vĩnh Bảo, Hải Phòng. Đỗ Đệ Tam giáp đồng Tiến sỹ xuất thân khoa Ất Mùi, niên hiệu Đại Chính 6 (1535) đời Mạc Đăng Doanh, cùng khoa thi với Trạng Trình Nguyễn Bỉnh Khiêm. Làm quan tới chức Thừa Chính sứ, về trí sỹ
Thời cách mạng xã An Hòa có 4 Giám đốc sở hoặc tương đương làm việc tại tỉnh, thành phố, Văn phòng Chính phủ và Văn phòng Chủ tịch nước, 8 Chủ tịch huyện hoặc Phó Giám đốc sở, 4 nhà văn và họa sỹ, 01 Giáo sư tiến sỹ, 02 Phó Giáo sư tiến sỹ, 09 Tiến sỹ, 02 Nhà giáo Ưu tú, 01 Thày thuốc Ưu tú, 01 Nghệ sỹ ưu tú, 5 Đại tá quân đội và công an.v.v. Trong đó nổi bật nhất là thôn Tạ Ngoại..
DI TÍCH LỊCH SỬ:
- Đống Trúc, Đấu đong quân, mả Vua, mả Thánh thời nhà Trần liên quan tới ba cuộc kháng chiến chống quân Nguyên Mông vẫn còn được lưu giữ tại thôn Nội Tạ và Tạ Ngoại.
- Đền thờ Hoàng hậu nhà Mạc - Bùi Thị Hiền, mẹ ruột Mạc Mậu Hợp và di tích kho lương nhà Mạc tại đống Miễu thôn Kênh Hữu, gần sông Kênh Giếc
- Miếu và đình Tạ Xá (sau chuyển cho miếu Tè) đến năm 1938 còn giữ được 49 sắc phong thuộc các đời từ thời nhà Lê trung hưng tới năm Khải Định 9 (1924). Một địa danh được ban nhiều sắc phong nhất tại khu vực Duyên Hải